# Un nommé Cable Hogue
Pour les articles homonymes, voir Hogue.
Pour plus de détails, voir Fiche technique et Distribution.
 Un nommé Cable Hogue  (The Ballad of Cable Hogue) est un western américain réalisé par Sam Peckinpah et sorti en 1970. Situé dans le désert de l'Arizona durant la période transitoire où l'Ouest ancien était en train de disparaître, le film suit trois ans dans la vie de Cable Hogue, un chercheur d'or malchanceux. Censé être un western, le film est assez peu conventionnel par rapport à un film de ce genre. Il contient de brèves scènes de violence et quelques scènes de combat au pistolet, mais c'est avant tout une comédie naturaliste dans un univers de western.
Cinquième long métrage du réalisateur, il succède à un autre western, La Horde sauvage, mais le ton est ici beaucoup plus léger et la violence nettement moins présente.

## Synopsis
Arizona, 1908. Cable Hogue, un prospecteur malchanceux, est abandonné lâchement dans le désert par ses deux partenaires sans scrupules, Taggart et Bowen. Cable Hogue semble condamné à une mort certaine. Après quatre jours de marche et de prières, il découvre un point d'eau in extremis, à l'instant même où il s'apprêtait à rendre l'âme. Réalisant peu après qu'un circuit de diligence passe à proximité et que cette source est la seule dans les environs, Cable décide de s'installer un relai et de faire payer la consommation d'eau aux voyageurs assoiffés. Judicieusement conseillé par son deuxième client, un prédicateur aux méthodes peu recommandables, Cable développe peu à peu son affaire. Au cours d'une de ses visites en ville, il fait la connaissance d'une jolie prostituée, Hildy, dont il s'éprend rapidement.

## Fiche technique
Sauf indication contraire, les informations mentionnées dans cette section peuvent être confirmées par la base de données cinématographiques IMDb,  présente dans la section « Liens externes ».
- Titre français : Un nommé Cable Hogue
- Titre original : The Ballad of Cable Hogue
- Réalisation : Sam Peckinpah
- Scénario : John Crawford et Edmund Penney, avec la participation non créditée de Gordon T. Dawson
- Musique : Jerry Goldsmith et Richard Gillis
- Montage : Frank Santillo (en) et Lou Lombardo
- Photographie : Lucien Ballard
- Direction artistique : Leroy Coleman
- Production : Sam Peckinpah

Producteur délégué : Phil Feldman
Producteur associé : Gordon T. Dawson
Coproducteur : William D. Faralla
- Société de production : Warner Bros.
- Société de distribution : Warner Bros. (France, États-Unis)
- Budget : 3 716 946 $[1]
- Pays de production :  États-Unis
- Langue originale : anglais
- Format : couleur
- Genre : western, comédie romantique
- Durée : 121 minutes
- Dates de sortie[2] :
  - États-Unis : 13 mai 1970
  - France : 12 juin 1970
- Classification[3] :
  - États-Unis : R
  - France : tous publics
- Affiche : Raymond Elseviers (titre : Cable Hogue, Belgique)

## Distribution
- Jason Robards  (VF : René Arrieu) : Cable Hogue
- Stella Stevens (VF : Michèle Grellier) : Hildy
- David Warner (VF : Michel Le Royer) : Joshua Sloane
- L. Q. Jones (VF : Serge Sauvion) : Taggart
- Strother Martin (VF : Jacques Marin) : Bowen
- R. G. Armstrong : Quittner
- Slim Pickens (VF : Jean Violette) : Ben Fairchild
- Peter Whitney (VF : Yves Brainville) : Cushing
- Gene Evans : Clete
- William Mims (en) (VF : Bernard Musson) : Daniel Jensen
- Kathleen Freeman (VF : Hélène Tossy) : Mme Jensen
- Susan O'Connell : Claudia
- Vaughn Taylor : Powell
- Max Evans : Webb Seely
- James Anderson (VF : Henry Djanik) : Le prêcheur
- Felix Nelson (en) : William
- Darwin Lamb (VF : Albert Augier) : L'étranger
- Mary Munday : Dot
- William D. Faralla : Lucius
- Matthew Peckinpah : Matthew
- Victor Izay : un employé

## Production

### Attribution des rôles
Warren Oates est initialement envisagé pour le rôle-titre. Charlton Heston l'a par ailleurs refusé, n'appréciant pas trop le script. James Stewart a également décliné, de peur que le personnage entache son image.
Henry Fonda voulait quant à lui le rôle de Joshua mais n'a pas trouvé d'accord financier.
Pour le rôle de Hildy, le premier choix de Sam Peckinpah est Stella Stevens. Cette dernière hésite. Le producteur Phil Feldman envisage alors Joanne Woodward mais celle-ci demande un salaire trop élevéL Le rôle est donc confiée à la première.
Au moment où débute la production , La Horde sauvage est encore en postproduction. On retrouve au générique de Cable Hogue quelques participants de La Horde sauvage comme les acteurs L. Q. Jones et Strother Martin. Jason Robards, qui incarne le personnage principal, tiendra également un petit rôle dans Pat Garrett et Billy le Kid, le dernier western de Sam Peckinpah. David Warner, qui travaille pour la première fois avec Sam Peckinpah, jouera aussi à son film suivant, Les Chiens de paille et le drame de guerre Croix de fer.

### Tournage
Le tournage a lieu en Arizona (Apache Junction, monts de la Superstition, Gold Canyon, désert de Sonora, Apacheland Movie Ranch, Apache Trail, forêt nationale de Tonto, Tortilla Flat), dans le Nevada (Las Vegas, Overton, Valley of Fire) et au Nouveau-Mexique (J.W. Eaves Movie Ranch, Santa Fe). Les prises de vues sont marquées par des problèmes de météo qui provoquent de fréquents retards, environ 19 jours et un dépassement de budget de près de 3 millions de dollars. Pendant ces arrêts, le réalisateur Sam Peckinpah aurait passé beaucoup de temps dans les bars avec des membres de l'équipe pour une addition globale très élevée. De plus, de nombreux techniciens seront renvoyés durant la production.

## Accueil
Contrairement à La Horde sauvage, qui connait un réel succès, Un nommé Cable Hogue attire peu l’attention lors de sa sortie.  C'est en Espagne que le film connait le plus de succès[réf. nécessaire].
Selon l'actrice Stella Stevens, Warner Bros. a bâclé la sortie du film et a négligé la promotion : « Warner Brothers ne l'a pas publié, ils l'ont évacué. »

## Distinctions
En 1972, le film obtient le prix du meilleur film étranger décerné par l'association espagnole des critiques de cinéma.

## Postérité
- John Cale a enregistré un morceau intitulé Cable Hogue en 1975 (présent sur l'album Helen of Troy)
- Le groupe Calexico a enregistré un morceau intitulé The Ballad of Cable Hogue en 2000 (présent sur l'album Hot Rail)
- Le groupe Hope Sandoval & the Warm Inventions a réalisé une reprise de la chanson Butterfly Mornings, écrite par Richard Gillis pour la bande originale de ce film, sur leur premier album Bavarian Fruit Bread.